# Жарбулак
Жарбула́к (каз. Жарбұлақ) — село у складі Бородуліхинського району Абайської області Казахстану. Входить до складу Кунарлинського сільського округу.
Населення — 149 осіб (2021; 196 у 2009, 368 у 1999, 581 у 1989).
Національний склад станом на 1989 рік:
- росіяни — 47 %
- німці — 25 %
- казахи — 21 %

Станом на 1989 рік село називалось Втора П'ятилітка, до 2018 року — 2 П'ятилітка.